# Доудера, Лукаш
Лукаш Доудера (чеш. Lukáš Doudera; 3 января 1998, Кладно, Чехия) — чешский хоккеист, защитник. Воспитанник хоккейного клуба «Кладно». Играет в чешской Экстралиге за «Карловы Вары».

## Биография
Родился 3 января 1998 года в городе Кладно. Младший брат хоккеиста Милана Доудеры. Воспитанник хоккейного клуба «Кладно», выступал за команду в молодёжных и юниорских лигах Чехии до 2014 года. В 2014 году стал игроком команды «Тршинец», за неё в сезоне 2014/15 дебютировал в чешской Экстралиге. Также в 2015 году сыграл первый матч в хоккейной Лиге чемпионов. По итогам сезона 2014/15 стал серебряным призёром чемпионата Чехии.
За «Тршинец» провёл ещё два сезона — 2015/16 и 2016/17. Принимал участие в розыгрыше Лиги чемпионов 2017 года. В 2016 году сыграл 5 матчей на юниорском чемпионате мира за команду Чехии, был вице-капитаном сборной. В 2017 году стал игроком «Литвинова». В мае 2021 года перешёл в «Карловы Вары».

## Достижения
- Серебряный призёр Экстралиги 2015
- Серебряный призёр Мемориала Ивана Глинки 2015
- Чемпион Экстралиги юниоров 2016

## Статистика
Обновлено на конец сезона 2020/2021
- Экстралига — 216 игр, 28 очков (7+21)
- Чешская первая лига — 75 игр, 24 очка (5+19)
- Чешская вторая лига — 2 игры, 1 очко (0+1)
- Лига чемпионов — 6 игр
- Всего за карьеру — 297 игр, 53 очка (12+41)